# 1000-km-Rennen von Silverstone 1985

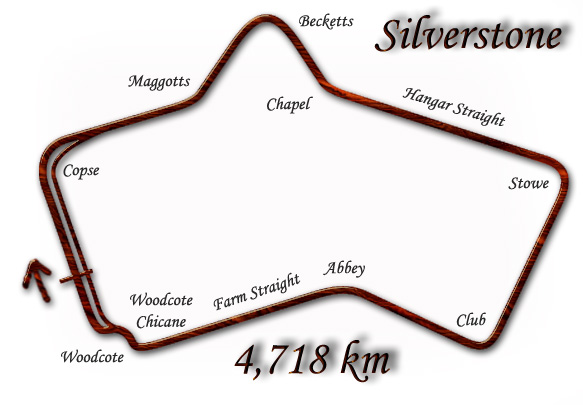
Streckenlayout des Silverstone Circuit 1985

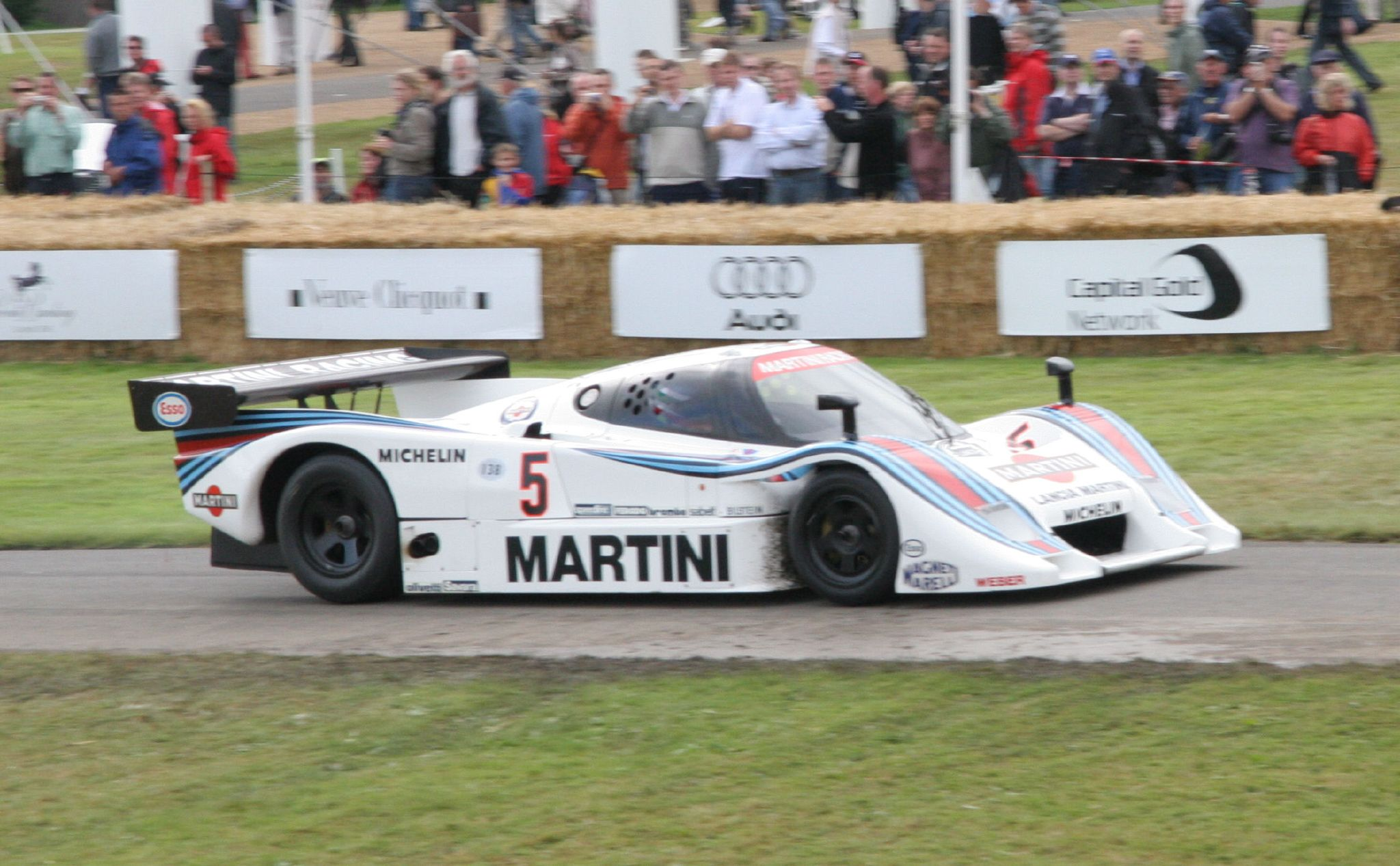
Der zwölftplatzierte Lancia LC2 von Bob Wollek und Mauro Baldi

Das 1000-km-Rennen von Silverstone 1985, auch Silverstone 1000 Kms, Britain's Round of the F.I.A. World Championship of Endurance for Drivers and Teams, Silverstone Grand Prix Circuit, fand am 12. Mai auf dem Silverstone Circuit statt und war der dritte Wertungslauf der Sportwagen-Weltmeisterschaft dieses Jahres.

## Das Rennen
Das 1000-km-Rennen von Silverstone 1985 fand bei schlechten äußeren Bedingungen satt. Immer wieder gingen leichte Regenschauer auf das Areal um die Rennbahn nieder und starke Windböen beeinträchtigten das Fahrverhalten der Rennwagen. Den Rennverlauf dominierten die Werks-Porsche, die in der Reihenfolge Jacky Ickx/Jochen Mass (Porsche 962C) und Derek Bell/Hans-Joachim Stuck (Porsche 956) einen Doppelsieg einfuhren.

## Ergebnisse

### Schlussklassement
| 1               | C1 | 1   | Rothmans Porsche                  | Jacky Ickx Jochen Mass                              | Porsche 962C    | 212 |
| 2               | C1 | 2   | Rothmans Porsche                  | Derek Bell Hans-Joachim Stuck                       | Porsche 956     | 211 |
| 3               | C1 | 4   | Martini Racing                    | Riccardo Patrese Alessandro Nannini                 | Lancia LC2-85   | 210 |
| 4               | C1 | 10  | Porsche Kremer Racing             | Manfred Winkelhock Marc Surer                       | Porsche 962C    | 210 |
| 5               | C1 | 14  | Richard Lloyd Racing with Porsche | Jonathan Palmer Jan Lammers                         | Porsche 956 GTi | 207 |
| 6               | C1 | 7   | New Man Joest Racing              | Klaus Ludwig Paolo Barilla Paul Belmondo            | Porsche 956     | 206 |
| 7               | C1 | 26  | Obermaier Racing Team             | Hervé Regout Jürgen Lässig Jesús Pareja             | Porsche 956     | 204 |
| 8               | C1 | 11  | Kremer Porsche Racing             | George Fouché Almo Coppelli Sarel van der Merwe     | Porsche 956B    | 195 |
| 9               | C2 | 79  | Ecurie Ecosse                     | Mike Wilds Ray Mallock                              | Ecosse C285     | 193 |
| 10              | C1 | 19  | Brun Motorsport                   | Thierry Boutsen Walter Brun                         | Porsche 962C    | 193 |
| 11              | C2 | 70  | Spice Engineering Ltd.            | Ray Bellm Gordon Spice                              | Spice-Tiga GC85 | 189 |
| 12              | C1 | 5   | Martini Racing                    | Bob Wollek Mauro Baldi                              | Lancia LC2-85   | 188 |
| 13              | C2 | 97  | Strandell Motors                  | Martin Schanche Stanley Dickens                     | Strandell 85    | 176 |
| 14              | C2 | 74  | Gebhardt Engineering              | Frank Jelinski John Graham Nick Adams               | Gebhardt JC853  | 174 |
| 15              | C2 | 88  | Arthur Hough Pressings Ark Racing | Max Payne Chris Ashmore David Andrews               | Ceekar 83J-1    | 173 |
| 16              | C2 | 86  | Mazdaspeed Co. Ltd.               | Dave Kennedy Yōjirō Terada                          | Mazda 737C      | 173 |
| 17              | C2 | 80  | Carma F.F. SRL                    | Martino Finotto Guido Daccò Carlo Facetti           | Alba AR6        | 164 |
| 18              | C2 | 81  | Carma F.F. SRL                    | Jean-Pierre Frey Loris Kessel                       | Alba AR2        | 158 |
| Ausgefallen     |    |     |                                   |                                                     |                 |     |
| 19              | C2 | 85  | Mazdaspeed Co. Ltd.               | Yoshimi Katayama Takashi Yorino                     | Mazda 737C      | 174 |
| 20              | C1 | 18  | Brun Motorsport                   | Oscar Larrauri Massimo Sigala                       | Porsche 956     | 172 |
| 21              | C1 | 69T | Richard Lloyd Racing with Porsche | Vern Schuppan James Weaver                          | Porsche 956     | 150 |
| 22              | C2 | 78  | A.D.A. Engineering                | Mark Galvin Steve Earle Ian Harrower                | Gebhardt JC843  | 135 |
| 23              | C1 | 33  | John Fitzpatrick Racing           | Jo Gartner David Hobbs                              | Porsche 956B    | 106 |
| 24              | C2 | 90  | Jens Winther Castrol Denmark      | David Mercer Jens Winther                           | URD C83         | 75  |
| 25              | C1 | 66  | Emka Productions Ltd.             | Tiff Needell Steve O’Rourke Bob Evans               | EMKA C84/1      | 70  |
| 26              | C1 | 55  | John Fitzpatrick Racing           | Dudley Wood Manuel Lopez Guy Edwards                | Porsche 956     | 37  |
| 27              | C2 | 82  | Grifo Autoracing                  | Paolo Giangrossi Pasquale Barberio Maurizio Gellini | Alba AR3        | 36  |
| 28              | C1 | 24  | Cheetah Automobiles Switzerland   | John Cooper John Brindley                           | Cheetah G604    | 34  |
| 29              | C1 | 67  | Spice Engineering                 | Tim Lee-Davey Neil Crang                            | Tiga GC84       | 28  |
| 30              | C2 | 98  | R.B. Promotions Ltd.              | Thorkild Thyrring Will Hoy                          | Tiga GC284      | 14  |
| 31              | C1 | 31  | Primagaz Sovico                   | Pierre-François Rousselot Pierre Yver Jean Rondeau  | Rondeau M382    | 8   |
| Nicht gestartet |    |     |                                   |                                                     |                 |     |
| 32              | C2 | 98T | R.B. Promotions Ltd.              | John Schneider Thorkild Thyrring                    | Tiga GC285      | 1   |
| 33              | C1 | 5T  | Martini Racing                    | Lucio Cesario Alessandro Nannini                    | Lancia LC2-85   | 2   |
| 34              | C1 | 69  | Richard Lloyd Racing with Porsche | Vern Schuppan James Weaver                          | Porsche 956     | 3   |

1 nicht gestartet
2 Ersatzwagen
3 Unfall im Training

### Nur in der Meldeliste
Hier finden sich Teams, Fahrer und Fahrzeuge, die ursprünglich für das Rennen gemeldet waren, aber aus den unterschiedlichsten Gründen daran nicht teilnahmen.
| Pos. | Klasse | Nr. | Team                                        | Fahrer                                         | Chassis        |
| ---- | ------ | --- | ------------------------------------------- | ---------------------------------------------- | -------------- |
| 35   | C2     |     | Gebhardt Engineering                        |                                                | Gebhardt JC843 |
| 36   | C2     |     | Gebhardt Engineering                        |                                                | Gebhardt JC853 |
| 37   | C1     | 20  | Brun Motorsport                             |                                                | Porsche 962C   |
| 38   | C2     | 91  | Lyncar Motorsport Ltd.                      | Costas Los Mikael Nabrink                      | Lyncar MS83B   |
| 39   | C2     | 94  | Lanx Engineering Ltd.                       | David Sears Glenn Loxton                       | Argo JM19      |
| 40   | C2     | 100 | Bartlett Chevron Racing with Goodmans Sound | Max Cohen-Olivar François Duret                | Chevron B62    |
| 41   | C2     | 102 | Wagenstetter                                | Martin Wagenstetter Kurt Hild                  | Lotec C302     |
| 42   | C2     | 106 | Jens Nykjaer                                | Jens Nykjaer Holger Knudsen                    | Nykjaer        |
| 43   | B      | 151 | Stahlwillel                                 | Helmut Gall Axel Felder                        | BMW M1         |
| 44   | GTX    | 155 | Vittorio Coggiola                           | Vittorio Coggiola Gianni Giudici Aldo Bertuzzi | Porsche 935    |

### Klassensieger
| Klasse | Fahrer     | Fahrer      | Fahrzeug     | Platzierung im Gesamtklassement |
| ------ | ---------- | ----------- | ------------ | ------------------------------- |
| C1     | Jacky Ickx | Jochen Mass | Porsche 962C | Gesamtsieg                      |
| C2     | Mike Wilds | Ray Mallock | Ecosse C285  | Rang 9                          |

### Renndaten
- Gemeldet: 44
- Gestartet: 31
- Gewertet: 18
- Rennklassen: 2
- Zuschauer: unbekannt
- Wetter am Renntag: Regenschauer und starker Wind
- Streckenlänge: 4,719 km
- Fahrzeit des Siegerteams: 4:54:03,200 Stunden
- Gesamtrunden des Siegerteams: 212
- Gesamtdistanz des Siegerteams: 1000,342 km
- Siegerschnitt: 204,115 km/h
- Pole Position: Riccardo Patrese – Lancia LC2-85 (#4) – 1:10,840 = 239,794 km/h
- Schnellste Rennrunde: Jonathan Palmer – Porsche 956 GTi (#14) – 1:15,590 = 223,630 km/h
- Rennserie: 3. Lauf zur Sportwagen-Weltmeisterschaft 1985